# Фарнборо (авиасалон)

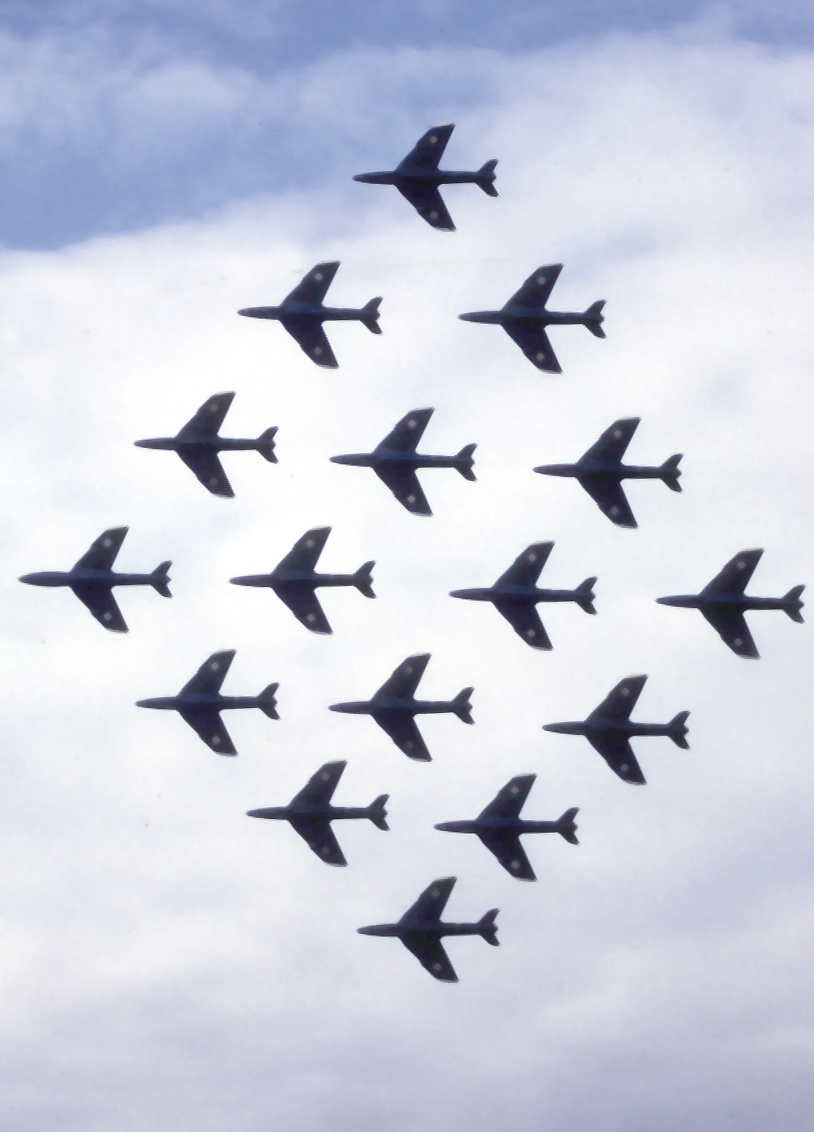
Воздушное шоу на авиасалоне Фарнборо в начале 1960-х годов

Фа́рнборо (англ. Farnborough, The Farnborough International Exhibition and Flying Display) — один из крупнейших в мире авиасалонов, проходит раз в два года в Великобритании на аэродроме близ города Фарнборо (графство Хэмпшир). Организатором является Society of British Aerospace Companies (SBAC).
Впервые прошёл в 1948 году и проводился ежегодно до 1962 года, после этого проводился раз в два года. СССР начал принимать участие в авиасалоне в Фарнборо с 1984 года. Как правило (за исключением 2014 года), Россия также направляет туда представительные делегации, рассчитывая заключить крупные и выгодные контракты.

## История

### Фарнборо-2004
В 2004 году авиасалон собрал 1360 экспонентов из 32 стран, которые по итогам салона отчитались о подписанных соглашениях и контрактах на $21 млрд.

### Фарнборо-2008
В 2008 году (с 14 по 20 июля) был проведён 46-й международный авиасалон в Фарнборо. В нём приняли участие около 1500 компаний из 35 стран, в том числе более 60 ведущих предприятий Российской Федерации в области разработки вооружений и космических аппаратов. На авиасалоне были представлены самолёты МиГ-29 различных модификаций, Су-35, F-22 Raptor.
Контракты, подписанные в ходе авиасалона:
- 14 июля — поставка 50 самолётов Boeing 737 авиакомпании FlyDubai; 35 Boeing 787 и 10 Boeing 777 авиакомпании Etihad Airways; 8 Airbus A330 авиакомпании Saudi Arabian Airlines.[6]
- 15 июля — предварительное соглашение на поставку 24 самолётов Sukhoi Superjet 100 компании «Авиализинг» и опцион на 16 самолётов[7]; твёрдый контракт на поставку 10 Airbus A320, 3 A330-200 и 3 A350-800 авиакомпании Tunisair[8]
- 16 июля — поставка 5 Superjet 100 швейцарской лизинговой компании AMO и 20 Superjet 100 неназванному европейскому заказчику;[9] поставка 30 Airbus A350 общей стоимостью около 7,2 млрд долларов южнокорейской авиакомпании Asiana Airlines,[10] а также 5 A321 авиакомпании «Аэрофлот».[11]

### Фарнборо-2014
В 2014 году, несмотря на наличие полностью оплаченных стендов и площадок на выставке, участие российской делегации не состоялось из-за отсутствия британских виз. По заявлению британского МИД, в визах было отказано в знак протеста против действий России на Украине. По сообщению РИА Новости, из 17 членов делегации «Рособоронэкспорта» визы получили только пять человек. Визы также не смогли получить представители «Роскосмоса», «Росавиации», государственной корпорации «Ростехнологии», "Корпорации «Иркут», «РСК МиГ», «ОПК Оборонпром», ОАО «Вертолёты России», ОАО «Компания Сухой», ОАК и ряда других. Помимо представителей этих компаний, визы не смогли получить технические сотрудники, которые обеспечивают безопасную эксплуатацию экспонатов. Денежные средства, уплаченные российской стороной за аренду площадок на авиасалоне, возвращены не были.
Общая сумма сделок на авиасалоне превысила 200 миллиардов долларов.

### Фарнборо-2016
В авиасалоне 2016 года приняли участие более 1500 различных компаний и организаций, его посетили более 100 тысяч человек.  
Один из главных экспонатов салона — истребитель F-35. «Боинг» привёз в Фарнборо новый авиалайнер 737 Max, этот новый самолёт должен быть поставлен покупателям в 2017 году, а на нынешнем салоне состоялся его первый публичный показ. Bombardier представила новый авиалайнер CS100. Большую делегацию на авиасалон направил Китай, площадь его павильона вдвое превысила ту, которую китайцы занимали два года назад. 
Британское министерство обороны заключило с компанией «Боинг» контракт на поставку девяти многоцелевых морских самолётов P-8A Poseidon общей стоимостью 3,9 млрд долларов. Россия представила на Фарнборо только один самолёт — Sukhoi Superjet 100 в ливрее ирландской компании CityJet; также ОАК представила новый среднемагистральный самолёт МС-21.

### Фарнборо-2018
В 2018 году Россия отказалась выставляться на британском авиасалоне «Фарнборо», однако российская делегация все же посетит авиасалон (в «Ростех» уточнили, что причина неучастия — выдвинутые её организаторами условия).